# Giuseppe Bennati
Giuseppe Bennati (* 4. Januar 1921 in Pitigliano; † 26. September 2006 in Mailand) war ein italienischer Filmregisseur.

## Leben
Bennati studierte am Centro Sperimentale di Cinematografia, verließ dieses jedoch nach einem Streit um Filmtheorie. Nach dem Zweiten Weltkrieg widmete er sich zunächst etlichen Kurzfilmen und der Dokumentation. 1951 drehte er seinen ersten, im Ergebnis unbefriedigenden Spielfilm. Erst sein zweiter entsprach seinen eigenen Ansprüchen an filmische Ästhetik: Musoduro wurde von der Kritik als „herausragend“ bezeichnet; ein Anspruch, dem Bennati mit den folgenden Werken, die kommerzieller ausgerichtet waren, nicht gerecht werden konnte. Erst in den 1960er Jahren wurden seine beiden 1960 und im Folgejahr entstandenen Filme wieder besser besprochen und vom Publikum goutiert. Seine Kreativität schien danach jedoch erschöpft; nur ein einziger Film, der 1974 entstandene, heftig verrissene Giallo L'assassino ha riservato nove poltrone folgte noch.

## Filmografie
- 1951: Il microfone è vostro
- 1953: Musoduro – Liebe, Jagd und Leidenschaft (Musoduro)
- 1955: Der Tod kam um Mitternacht (Operazione notte)
- 1955: Non scherzare con le donne
- 1957: Die letzte Chance (La mina)
- 1959: L'amico del giaguaro
- 1960: Rote Lippen – schlanke Beine (Labbra rosse)
- 1961: Congo vivo (Congo vivo)
- 1974: L'assassino ha riservato nove poltrone